# Félix Solis

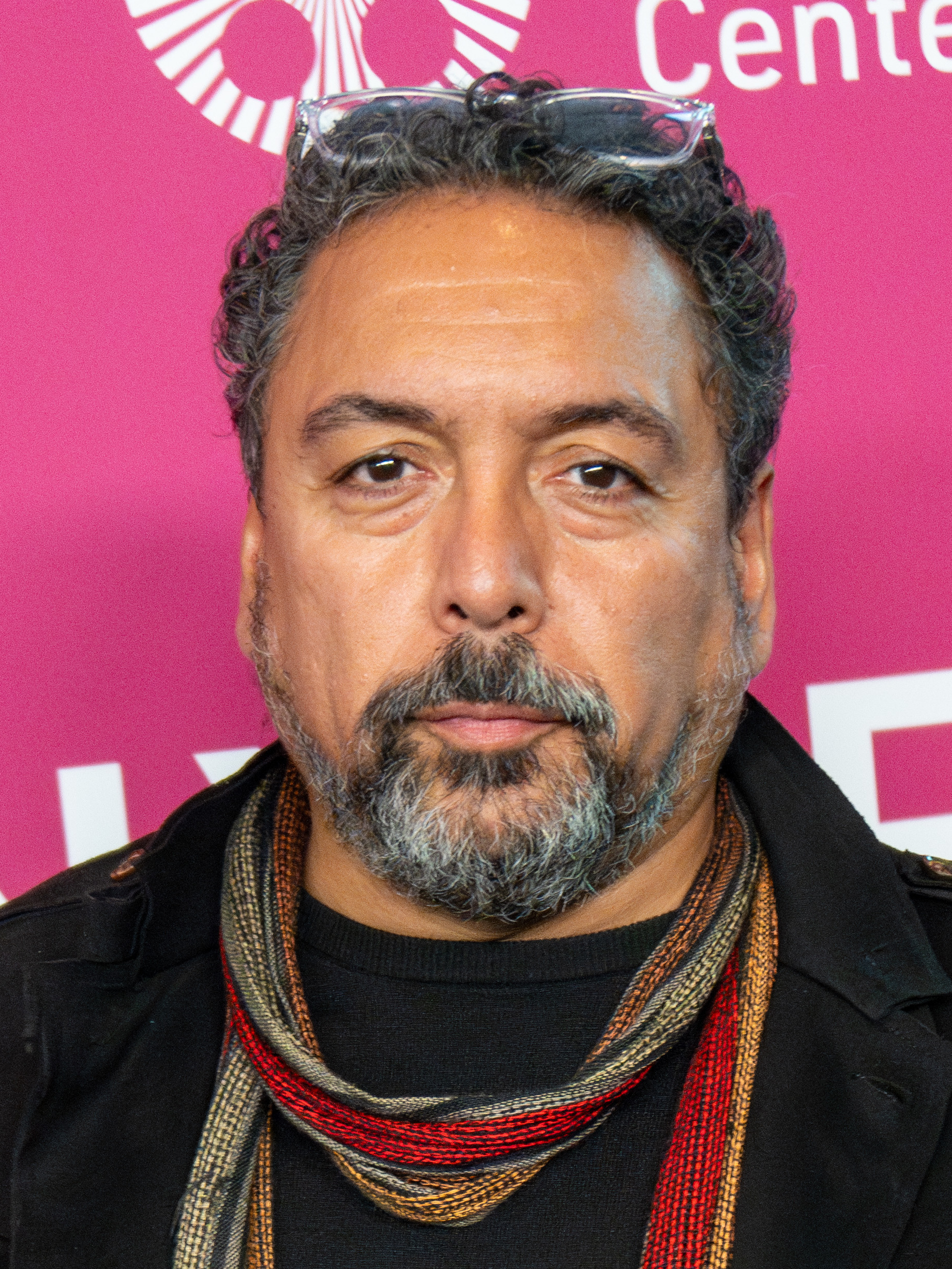
Félix Solis (2024)

Félix Angel Solis (* 17. September 1971 in New York City) ist ein US-amerikanischer Schauspieler puerto-ricanischer Abstammung.

## Leben
Félix Solis wurde 1971 als Sohn puerto-ricanischer Einwanderer in New York City geboren und wuchs in Chelsea und Greenwich Village auf. Seit 1999 ist er Mitglied der LAByrinth Theatre Company. Dort hat er an mehrerer Theaterproduktionen mitgewirkt. Am Cherry Lane Theatre hat er auch bei Produktionen mitgearbeitet. Solis war Regisseur des Kurzfilms Tinto, bei dem auch seine Partnerin Liza Fernandez tätig war.
Solis hatte schon mehrere Auftritte in Fernsehserien, unter anderem in Criminal Minds, Fringe – Grenzfälle des FBI, Good Wife, Law & Order: Special Victims Unit und New York Cops – NYPD Blue. Zuletzt war er in der Serie Made in Jersey zu sehen, die allerdings nach nur zwei ausgestrahlten Folgen eingestellt wurde. 2014 hatte er eine wiederkehrende Rolle in The Following inne.
Zurzeit spielt er die Rolle des Drogenbosses Omar Navaro in der Netflix-Serie Ozark.

## Filmografie (Auswahl)
- 1997: New York Cops – NYPD Blue (NYPD Blue, Fernsehserie, Folge 5x08)
- 1997–2009: Law & Order (Fernsehserie, 4 Folgen)
- 1999, 2003: Law & Order: Special Victims Unit (Fernsehserie, 2 Folgen)
- 2000, 2007: Die Sopranos (The Sopranos, Fernsehserie, 2 Folgen)
- 2000: Third Watch – Einsatz am Limit (Third Watch, Fernsehserie, Folge 2x02)
- 2001: The West Wing – Im Zentrum der Macht (The West Wing, Fernsehserie, Folge 3x04)
- 2002, 2007: Criminal Intent – Verbrechen im Visier (Law & Order: Criminal Intent, Fernsehserie, 2 Folgen)
- 2004: Die Vergessenen (The Forgotten)
- 2005: Law & Order: Trial by Jury (Fernsehserie, Folge 1x07)
- 2006: Conviction (Fernsehserie, Folge 1x06)
- 2009: Damages – Im Netz der Macht (Damages, Fernsehserie, Folge 2x01)
- 2009: Fringe – Grenzfälle des FBI (Fringe, Fernsehserie, Folge 1x13)
- 2009: The International
- 2010: Criminal Minds (Fernsehserie, Folge 5x18)
- 2010: Army Wives (Fernsehserie, Folge 4x02)
- 2010–2015: Good Wife (The Good Wife, Fernsehserie, 7 Folgen)
- 2012: NYC 22 (Fernsehserie, 13 Folgen)
- 2012: Made in Jersey (Fernsehserie, 8 Folgen)
- 2013: Franklin & Bash (Fernsehserie, Folge 3x06)
- 2014–2015: The Following (Fernsehserie, 8 Folgen)
- 2014: Nurse Jackie (Fernsehserie, Folge 6x10)
- 2015: Elementary (Fernsehserie, Folge 3x16)
- 2018: SEAL Team (Fernsehserie, 4 Folgen)
- 2020: Ozark (Fernsehserie, 10 Folgen)
- 2020–2022: Charmed (Fernsehserie)
- 2022–2024: The Rookie (Fernsehserie)
- 2022–2023: The Rookie: Feds (Fernsehserie)
- 2025: The Recruit (Fernsehserie, 2 Folgen)
- 2025: Sirens (Fernsehserie, 5 Folgen)